# Contea di Dinggyê
La contea di Dinggyê (定结县S, Dìngjié XiànP) è una contea della Cina, situata nella Regione Autonoma del Tibet e amministrata dalla prefettura di Shigatse.